# Papež Anastazij II.
Anastazij II.  je bil rimski škof (papež) Rimskokatoliške cerkve, * okrog 445 Rim, (Italija, Rimsko cesarstvo); papež 24. november 496; † 16. november 498 Rim, pokopan Rim (Italija, Vzhodnogotsko kraljestvo).

## Življenjepis
Takoj, ko so končali pogrebne slovesnosti za Gelazijem, so posadili na papeški prestol Rimljana Anastazija, sina prezbiterja Petra, pač verjetno zaradi njegove izredne miroljubnosti.

### Prizadevanje za zedinjenje
Že od začetka vladanja si je papež goreče prizadeval, da bi z vzhodno Cerkvijo ponovno vzpostavil mir in da bi prenehal Akacijev razkol. V Carigrad je poslal kapujskega škofa Germana (Germanus) in tridentinskega škofa Kreskonija (Cresconius) k soimenjaku cesarju Anastaziju (491-518). Prinesla sta mu pismo. Papež pravi, da ni mogoče več prenašati nesloge med kristjani. Cesarja prosi, naj uresniči zahtevo njegovega predhodnika, da ostane prvenstvo rimskega papeža nesporno;  v zameno bo Rim priznal kot veljavne Akacijeve krste in duhovniška posvečenja. S tem namenom je v Rim je prispel predstavnik solunskega vikarja Andreja diakon Fotin (Photinus), ki je bil naklonjen Akacijevemu razkolu. Papež je v upanju, da bo razkol prenehal, naklonjeno sprejel v polno edinost Fotina in Andreja. Del rimske duhovščine je začel širiti govorice, češ da je papež zapadel krivoverčevemu vplivu in da zavoljo negotovega miru zašel s poti prednikov in da namerava odstopiti od odlokov Kalcedonskega koncila.

### Franki sprejmejo katoliško vero
Med Anastazijevim papeževanjem je sprejel katoliško vero frankovski kralj Klodvik in njegovo ljudstvo.
A. Ehrhard primerja Klodvikov sprejem krščanstva po pomembnosti s podobnim dogodkom, ko je rimski cesar Konstantin pred bitko pri Milvijskem mostu 312 po videnju križa dal narediti krščansko znamenje na prapore in ščite, in nato premagal številnejšo vojsko svojega tekmeca. Klodvik je pa po klicanju Jezusovega imena zmagoslavno premagal številnejše Alemane v bitki pri Zülpichu (po drugih pri Soissonsu)
Vpliv Klodvikovega spreobrnjenja je bil še večji od Konstantinovega, ker je oni ustvaril le eno novo obdobje v okviru starega krščanstva; le-ta pa je prinesel začetek novih časov. Posledica Klodvikovega krsta je bila namreč zmaga katolištva nad arijanstvom, ki je dotlej prevladovalo med germanskimi narodi. Spreobrnjenje Frankov je prineslo pokatoličevanje tudi drugih germanskih plemen, ki so doslej trpela pod poganstvom; irski in anglosaški redovniki pa so to delo dokončali za časa Karla Velikega.

### Odlok
Papež Anastazij je v pismu galskim škofom obsodil traducianizem, ki nasprotuje uporabi vina pri maši, češ da je hudičeva iznajdba; zanika tudi, da Bog Stvarnik ustvari vsako dušo posebej, ampak meni, da starši dajo otroku ne le telo, ampak tudi dušo.

## Smrt in češčenje
Prepiri med zagovorniki in nasprotniki sprave so se vedno bolj razvnemali: tedaj je papež Anastazij nenadoma umrl 19. novembra 498.
Pokopan je v preddvorju (portiku) cerkve apostola Petra v Vatikanu. V najstarejših seznamih svetnikov in mučencev ne najdemo njegovega imena.

### Ocena
Zaradi pomirljivega odnosa do Vzhoda so mu kasneje, zlasti v srednjem veku, nasprotniki papeštva neupravičeno očitali, češ da je simpatiziral z monofizitizmom.
- Liber Pontificalis glede tega piše: »Papež je na skrivaj hotel zopet vpeljati Akacijev spomin pri maši; to se mu pa ni posrečilo, ker je od Božje roke kaznovan prej umrl.« Bellarmin in Baronius pišeta, da ga je zadela strela.
- Pesnik Božanske komedije Dante ga postavlja v šesti krog pekla, češ da ga je Fotin odvrnil od prave vere.

 Vendar očitek, da je skrenil s poti, ki so jo začrtali njegovi predniki papeži in da je hotel žrtvovati sklepe Kalcedonskega koncila zaradi ponovne vzpostavitve krščanske edinosti, nikakor ni utemeljen. Prav tako kot njegovi predniki je tudi on odločno zavračal ponovni vpis Akacijevega imena v mašni spomin.
- Njegovo krstno voščilo kralju Klodviku, ki ga je v 17. stoletju spravil v promet kot pomembno odkritje J. Vignier, se je pokazalo kot ponaredek, čeprav Von Hasenstab to zanika.[5][13]

### Sklep
Anastazij II. je torej najbolj ozloglašen papež. Zaradi nerazumevanja njegovih sodobnikov so ga  srednjeveški zgodovinarji zlorabili (za svoje politične namene): Dante ga je postavil celo v pekel! Sodobne zgodovinske raziskave pa so osvetlile spomin na tega papeža. Liber Pontificalis sicer res omenja, da je umrl po Božjem posredovanju; vendar L. Duchesne ugotavlja, da je tako pisanje bolj izraz strankarske zagrizenosti kot trezne zgodovine. Ne obstaja namreč nikakršna zgodovinska potrditev za njegovo strašno smrt, ki je bržkone sad bujne domišljije letopiscev srednjega veka. Zato mu smemo pustiti avreolo svetništva.